# Lilian Bond

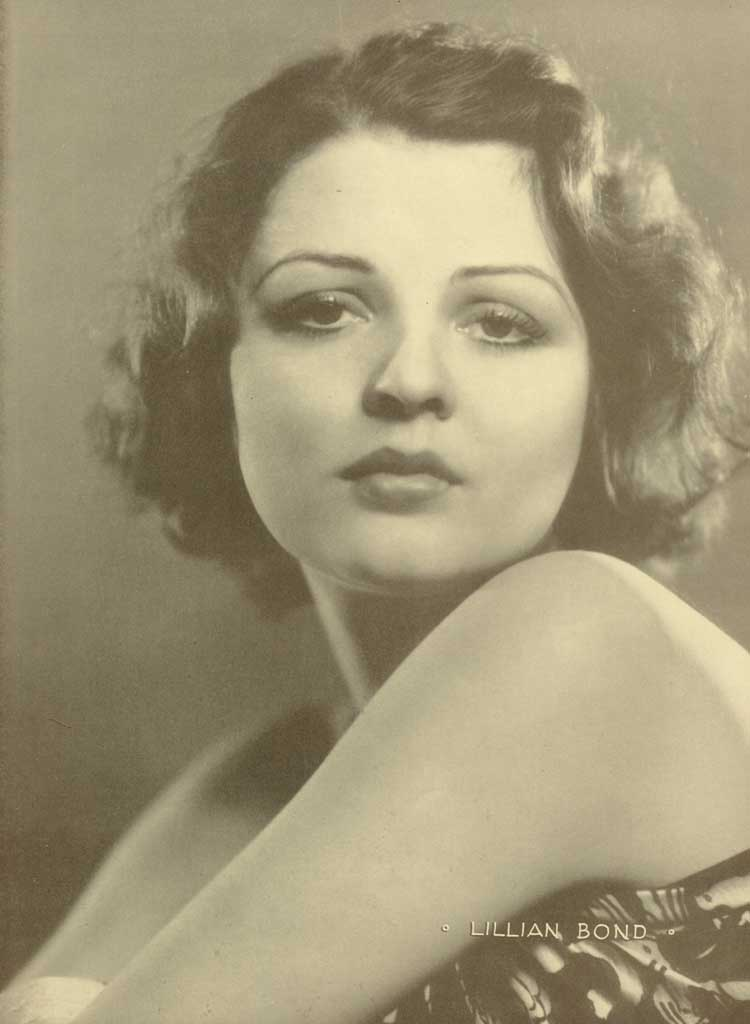
Lilian Bond (1931)

Lilian Bond (* 18. Januar 1908 in London; † 25. Januar 1991 in Reseda, Kalifornien) war eine britische Schauspielerin.

## Leben und Karriere
Lilian Bond begann ihre Filmkarriere 1929 in dem amerikanischen Tonfilm No More Children. In den Jahren bis 1931 spielte sie nach ihrem Debüt fast ausschließlich Hauptrollen. Ihr bekanntester Film aus dieser Zeit wurde der Western Rider of the Plains an der Seite von Tom Tyler. Eine nennenswerte Nebenrolle spielte sie 1931 in Jack Conways romantischer Komödie Just a Gigolo. 1932 wurde sie neben Ginger Rogers und Gloria Stuart für die WAMPAS Baby Stars ausgewählt. Im selben Jahr hatte sie eine ihrer heute noch bekanntesten Rollen als gutherziges Showgirl in dem von James Whale inszenierten Gruselfilm Das Haus des Grauens  mit Boris Karloff, Melvyn Douglas und Charles Laughton. Ihre Filmkarriere konnte danach jedoch nicht die Hoffnungen der Hollywood-Produzenten erfüllen und verlor sich im Laufe der 1930er-Jahre vor allem in Nebenrollen. 1940 verkörperte sie in dem von William Wyler inszenierten Western Der Westerner an der Seite von Gary Cooper die Schauspielerin Lillie Langtry.
Bis 1953 spielte Bond in insgesamt fast 40 Kinofilmen, wobei sie sich zuletzt häufiger mit kleineren Nebenrollen begnügen musste. Danach war sie bis 1958 noch einige Male in Fernsehproduktionen zu sehen, ehe sie ihre Karriere endgültig aufgab. Sie starb im Januar 1991, kurz nach ihrem 83. Geburtstag, im kalifornischen Reseda.

## Filmografie (Auswahl)
- 1929: No More Children
- 1931: Just a Gigolo
- 1931: The Great Lover
- 1931: The Squaw Man
- 1931: Under Eighteen
- 1932: Union Depot
- 1932: The Old Dark House
- 1932: Hot Saturday
- 1932: Air Mail
- 1933: Flucht vor dem Gestern (Pick-Up)
- 1933: Double Harness
- 1935: Abenteuer im Gelben Meer (China Seas)
- 1938: Blond Cheat
- 1939: Die Frauen (The Women)
- 1939: Nenn mich Hilda (The Housekeeper’s Daughter)
- 1940: Der Westerner (The Westerner)
- 1941: Scotland Yard
- 1945: Das Bildnis des Dorian Gray (The Picture of Dorian Gray)
- 1946: Der Jazzsänger (The Jolson Story)
- 1946: Nocturne
- 1949: Das Schicksal der Irene Forsyte (That Forsyte Woman)
- 1950: Drohende Schatten (Shadow on the Wall)
- 1952: Für eine Handvoll Geld (The Big Trees)
- 1952: Der unsichtbare Schütze (The Sniper)
- 1953: Der unheimliche Untermieter (Man in the Attic)
- 1955: Die Piraten von Tripolis (Pirates of Tripoli)
- 1958: The Californians (Fernsehserie, Folge 1x19)